# 日本女子体育大学の人物一覧
日本女子体育大学の人物一覧（にほんじょしたいいくだいがくのじんぶついちらん）は、日本女子体育大学に関係する人物の一覧記事。

## 現役学生
- 熨斗谷さくら（新体操選手）

## 著名な出身者

### スポーツ

#### 陸上競技
- 人見絹枝（二階堂体操塾第3期生）
- 真保正子（やり投選手）
- 相良八重（走高跳選手）
- 峰島秀（円盤投選手）
- 馬淵テフ子（円盤投選手・パイロット）
- 三井美代子（走高跳選手）
- 林月雲（陸上競技選手）
- 広橋百合子（走高跳選手）
- 大利久美（競歩選手）
- 石野真美（100メートルハードル選手
- 杉村清子（陸上競技選手）
- 堀籠美紀（短距離走選手）
- 森本麻里子（三段跳選手）

#### 体操
- 杉原愛子 ※中退
- 望月のり子
- 森尾麻衣子（体操指導者・同学准教授）※現姓名：佐藤麻衣子
- 上田容子
- 山田海蜂
- 田中琴乃
- 畠山愛理
- 岡本美佳（体操指導者）
- 稲垣早織
- 遠藤由華

#### 野球
- 今井綾子
- 小久保志乃（岐阜第一高等学校女子硬式野球部監督）

#### サッカー
- 中地舞
- 北郷裕子
- 須藤安紀子
- 永里亜紗乃
- 中村真実
- 岩清水梓（日テレ・ベレーザ）
- 南山千明（オルカ鴨川FC）

#### ダンス
- 吉開菜央（振付師・映像作家・ダンサー）
- 竹中夏海（振付師）
- 黒沢智子（バレリーナ）

#### バスケットボール
- 川村李沙 ※中国出身
- 森川悦子

#### バレーボール
- 明井寿枝（FIVB公認国際審判員）
- 井西彩乃
- 宮川紗麻亜
- 服部晃佳
- 綿引菜都美
- 森田茉莉（ヴィクトリーナ姫路）
- 松井珠己 ※日本代表
- 塩崎葵葉（群馬グリーンウイングス）
- 佐藤黎香（Astemoリヴァーレ茨城）
- 髙橋凜（Astemoリヴァーレ茨城）

#### ハンドボール
- 儀間晴香（大阪ラヴィッツ）
- 松澤杏奈（大阪ラヴィッツ）

#### ボクシング
- 小関桃（WBC世界アトム級王者）

#### 競輪
- 小坂知子

#### アーティスティックスイミング
- 芳賀千里

#### フェンシング
- 新井祐子

#### チアリーディング
- 松井かおり

#### フィギュアスケート
- 竹内洋輔 ※大学院修了生

#### バドミントン
- 湯木博恵
- 中山紀子

#### フリーダイビング
- 木下紗佑里

#### 自動車競技
- 猪爪杏奈

### 芸能・文化
- 宮田愛（ミュージカル俳優）
- 渡辺智佳（ミュージカル俳優）
- 大森久美子（タレント）
- 紺谷みえこ（タレント）
- 棚橋麻衣（タレント）
- 鈴木久美子（フリーアナウンサー）
- 山口祐佳（フリーアナウンサー）
- 土屋太鳳（女優）
- 彩良菜月（アイドル）
- 黒木芽依（タレント）

### その他
- 山下春江（元衆議院議員・参議院議員 - 自由民主党）